# Chlenias melanostrepta
Chlenias melanostrepta là một loài bướm đêm trong họ Geometridae.